# Crkva sv. Foške
Crkva sv. Foške kod Peroja u Istri, mala je ranosrednjovjekovna trobrodna crkva s uvučenim apsidama. Najstariji dijelovi su s početka VII. st, brodovi su povisivani u XII. i XVII.st. Bazilika je u cijelosti bila oslikana, no sačuvani su samo manji dijelovi i prikaz Uzašašća iz XII. st. U unutrašnjosti na visokom zidu ponad trijumfalnoga luka velika je zidna slika s prikazom Uzašašća (Krist na prijestolju u mandorli, koju nose četiri anđela; u donjem dijelu šest apostola prati ulazak Krista u nebo; s gornje je strane kompozicija obrubljena širokom bordurom s pleternim motivom); najljepši je primjer romaničkoga slikarstva u Istri u prvoj polovini XII. st. Ostatci fresaka nalaze se i u gornjim dijelovima apside (Bogorodica na prijestolju). Ispred crkve nalazi se prostran četvrtast prostor ograđen nizom stupova s lukovima.